# Lithobius nebrascensis
Lithobius nebrascensis är en mångfotingart som först beskrevs av Kenyon 1893.  Lithobius nebrascensis ingår i släktet Lithobius och familjen stenkrypare. Inga underarter finns listade i Catalogue of Life.